# Senecio alberti-smithii
Senecio alberti-smithii là một loài thực vật có hoa trong họ Cúc. Loài này được Cuatrec. miêu tả khoa học đầu tiên năm 1951.